# Gregor XIV.

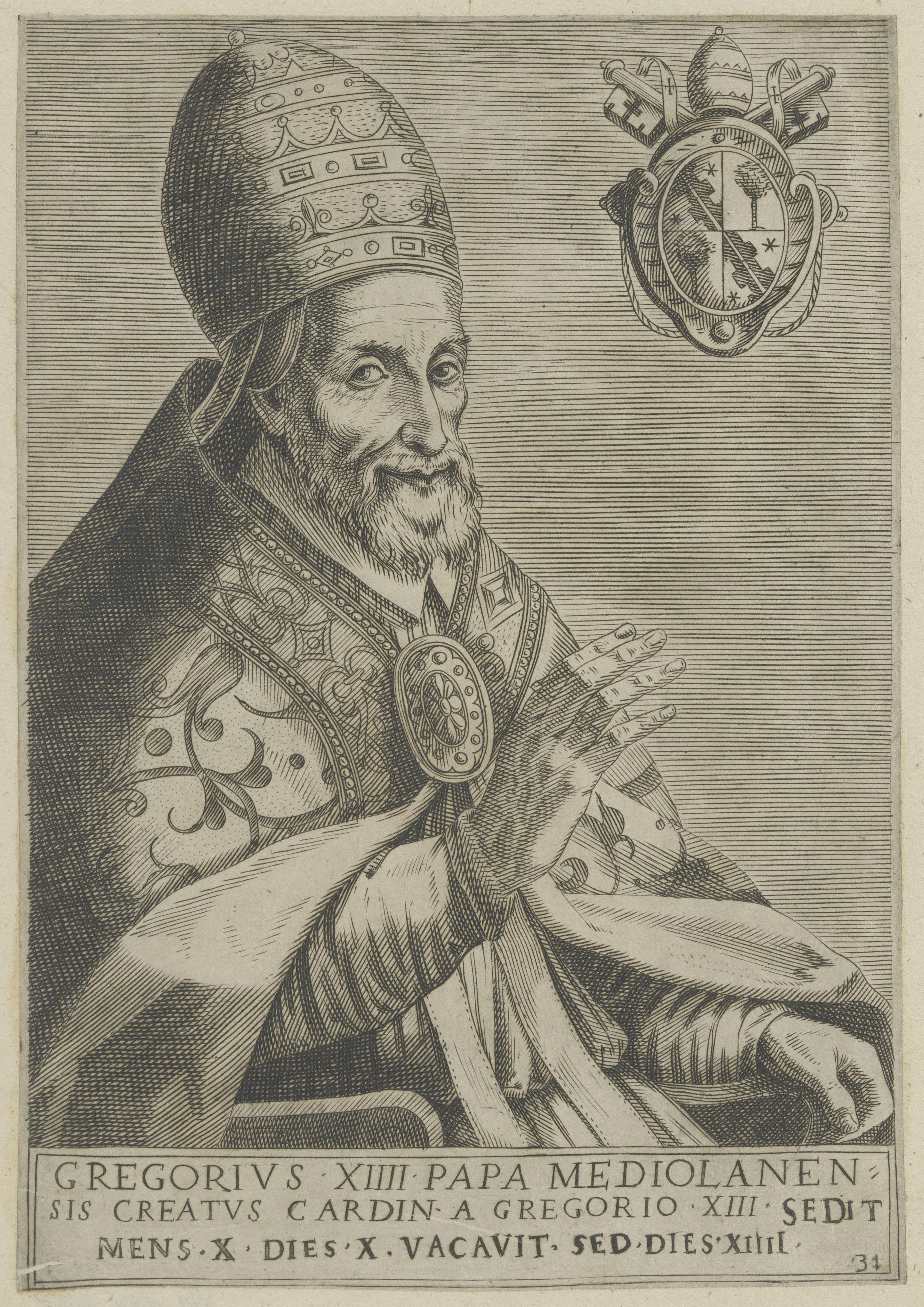
Gregor XIV.

Wappen von Papst Gregor XIV. (moderne Nachzeichnung)

Gregor XIV. (* 11. Februar 1535 in Somma Lombardo; † 16. Oktober 1591 in Rom), eigentlicher Name Niccolò Sfondrati, war von 1590 bis 1591 Papst der katholischen Kirche.

## Leben

### Herkunft und kirchliche Laufbahn
Nach dem frühen Tod seiner Mutter wurde Niccolòs Vater, Francesco Sfondrati, 1538 Geistlicher, 1544 Kardinal und 1550 Bischof von Cremona, wo er noch im selben Jahr unerwartet verstarb. Niccolò Sfondrati vertiefte nach einer Grundausbildung in Mailand zunächst in Florenz seine humanistischen Studien und besuchte ab 1550 die Universität Padua, wo er 1555 in utroque iure promovierte. 
Gerade vierzehn Jahre alt, folgte er seinem Vater als Kommendatarabt des Olivetanerklosters San Calocero in Civate bei Lecco, außerdem erhielt er von seinem Vater eine Pension aus den Einkünften des Bistums Cremona. Nach seinem Studienabschluss betätigte er sich als Reformer in seiner Abtei. In dieser Zeit begann auch seine Verbindung mit Carlo Borromeo, mit dem er anscheinend auch verwandt war. Im Jahr 1560 wurde Niccolò Sfondrati Bischof von Cremona. Bereits 1557 hatte ihm der Kardinal Federico Cesi die Diözese überlassen, Papst Paul IV. verweigerte jedoch die wegen des fehlenden kanonischen Alters notwendige Dispens zur Bischofsweihe, die erst Pius IV. erteilte. Sfondrati nahm bis 1563 am Konzil von Trient teil. Nach seiner Rückkehr nach Cremona arbeitete er eng mit Carlo Borromeo zusammen. Im Sinn des Trienter Konzils initiierte er Reformen in Cremona, stieß dabei aber auf teilweise starken Widerstand unter seinen Geistlichen. Am 12. Dezember 1583 wurde er vom Papst der Kalenderreform Gregor XIII. zum Kardinal mit der Titelkirche Santa Cecilia in Trastevere ernannt, an den die Namenswahl erinnert.

### Pontifikat
Das Konklave wählte ihn am 5. Dezember 1590 nach zweimonatigen Beratungen zum neuen Papst, nachdem er bereits bei der Wahl Urbans VII. vereinzelt als Anwärter auf den Papstthron gegolten hatte. Seine Wahl zum Papst verdankte Kardinal Sfondrati wohl auch dem Umstand, dass er in Rom eher unbekannt war und daher wenig Feinde hatte. Er ernannte während seines Pontifikats fünf neue Kardinäle, darunter seinen Neffen Paolo Emilio Sfondrati sowie den Kardinal Ottavio Acquaviva d’Aragona. Paolo Emilio sollte als Kardinalnepot den persönlich frommen Gregor XIV. bei der Wahrnehmung der Regierungsgeschäfte unterstützen, nutzte seinen Posten aber vor allem zum eigenen Machtausbau.
Mit seiner Bulle Cogit nos verbot er am 21. März 1591 Wetten, die sich auf die Wahl eines Papstes, die Dauer eines Pontifikats oder die Ernennung neuer Kardinäle beziehen. Zuwiderhandelnden drohte er mit der Exkommunikation. Anfang 1591 schuf Gregor neue Richtlinien, um Bischöfe stärker an die Residenzpflicht zu binden. Er starb nach knapp einjährigem Pontifikat an Nierensteinen.